# Jugant amb foc (pel·lícula de 2023)
Jugant amb foc (francès: Un coup de dés) és una pel·lícula de thriller francesa del 2023 dirigida per Yvan Attal i inspirada lliurement en un text d'Éric Assous. La pel·lícula tracta sobre un marit lleial que cobreix els assumptes del seu millor amic, però comença a enamorar-se de la seva amant. S'ha doblat i subtitulat al català.

## Repartiment
- Yvan Attal com Mathieu
- Maïwenn com a Delphine
- Guillaume Canet com a Vincent
- Marie-Josée Croze com a Juliette
- Alma Jodorowsky com a Elsa, l'amant d'en Vincent
- Victor Belmondo com a Alex